# Benasquès
El benasquès o benasqués és un dialecte de transició propi de la Vall de Benasc, a la comarca de l'Alta Ribagorça. Se li estimen entre 1.000 i 2.500 parlants. El benasquès és una modalitat de transició entre la llengua aragonesa i la llengua catalana, amb l'adscripció a l'una o l'altra llengua debatuda, i amb influències gascones.

## Un dialecte de transició
El benasquès té moltes similituds amb el català ribagorçà, força amb l'aragonès ribagorçà i, menys, amb el gascó. Segons la zona, es troben més característiques comunes amb cada una d'aquestes llengües. Com a parlar de transició, l'adscripció a una o altra llengua ha estat discutida. Algun filòleg s'ha decantat per catalogar-lo com a microllengua, sobretot pel seu nombre de parlants. D'altres, citen que la suposada transició amb el gascó és solament un mínim influx lèxic. Autors com Manuel Alvar, Joan Coromines o Antoni Babia mantenen la catalanitat del benasquès.
Joan Coromines qualifica el parlar de Benasc de "parlar veritablement mixt" (ETC, II, 48) i intueix que posseeix el 50% d'elements castellanoaragonesos (TH, I, 234), percentatge que considera més baix en una altra publicació ("La vall de Benasc […] ja és més que mig catalana", EDL, I, 57). Anàlisis posteriors, amb base estadística, encara que sense propòsit encasellador, no permeten de compartir aquesta opinió: segons J. Rafel (1980), la diftongació de e oberta afecta el 62% dels casos estudiats (pierna, martiello), per tant, casos d'afinitat aragonesa, enfront del 37% de no diftongació (melsa, pell), és a dir, casos d'afinitat catalana; en la diftongació de la o oberta les xifres són menys en favor del català: 76% de formes diftongades (fuente, uello), enfront de 24% de no diftongades (foc, nou). L'obra, La franja de la Franja, d'Antoni Babia (1997), per la seva tendenciositat , representa un pas enrere en l'estudi objectiu, desapassionat del benasquès. És doncs un parlar de transició, fill del llatí, marcat pel continuum dels parlars de frontera, que oscil·la entre català i aragonès i que posseeix la seva personalitat (per ex., cantats enfront de català cantau, canteu, i de l'aragonès cantaz).
Altres com Pidal, Veny o Badia i Margarit són partidaris de la seva inclusió en l'aragonès, basant-se principalment en la diftongació de les vocals llatines tòniques e i o. També Günter Haensch, al seu llibre "Las Hablas de la Alta Ribagorza" fa una descripció detallada del benasquès dividit en diverses zones, determinant que és un varietat lingüística d'adscripció aragonesa de transició molt accentuada cap al català, especialment en els municipis més al nord i més orientals.
Tanmateix, els benasquesos veuen la seva llengua diferent del català normatiu i, molt, de l'aragonès comú. Amb tot, un aspecte que caldria considerar abans de precipitar-se respecte a la seva filiació seria el fet que parlen en castellà amb els veïns aragonesos de parla castellana però en benasquès amb llurs veïns catalans.

## El nom patuès
La denominació benasquès ha estat popularitzada durant les darreres dècades pels estudiosos, però no ha reeixit a reemplaçar entre els parlants mateixos la denominació tradicional de patuès.

## Localització
El benasquès es parla a la Vall de Benasc, concretament a les poblacions de Benasc, Cerler, Ancils, Grist, Saünc, Gia, Castilló de Sos, el Ru, Bissaürri, Renanué, Urmella, Vilanova d'Éssera, Sessué, Eressué, Ramastué, Sos, Lliri, Arassant, la Múria, Sant Feliu de Veri i Sant Martí d'Estet (poblacions pertanyents als municipis de Benasc, Saünc, Gia, Castilló de Sos, Bissaürri, Vilanova d'Éssera i Sessué).

## Característiques

### Fonologia
Principals diferències entre el sistema fonològic benasquès i l'aragonès:
- El grau d'obertura de les vocals e i o (sèt, còr), que a vegades pot fer distinció semàntica (['fɔr]=fort, fuerte; ['for]=forn, furno); els altres casos fan la diftongació pròpia de la resta de l'aragonès.
- En els parlars de la part nord de la vall (Saura, 2003) les a dels plurals i d'algunes formes verbals es tornen e, com al ribagorçà i el conjunt del català occidental, asturià central i alguns dialectes mossàrabs (Las francesas se'n tórnan cap a París~Les franceses se'n tornen cap a París).
- La falta de la interdental sorda, que la grafia aragonesa representa amb una c, una z o una tz, i que al benasquès sona sempre com a [s] (['sεl]=cel, cielo; [se'rε]=serè, cerenyo) o [ts] als plurals procedents de -T'S ([siw'tats]=ciutats, ciudatz).

Molts trets del benasquès es poden trobar en altres varietats del català, sobretot al català nord-occidental.
El benasquès no diftonga els mots que sí que ho fan a la resta de varietats aragoneses ([fi'dεl]=fidiel; ['fɔk]=fuego), per això es diu que el benasquès forma part del català quan aquest tret es considera com una isoglossa clau entre l'aragonès i el català.
Quant a les evolucions fonètiques històriques es pot destacar que:
- Hi ha alguns casos de caiguda de consonants intervocàliques -C- davant d'E, I i de -TI- davant de l'accent que coincideixen amb el català:
  - RATIONE > ragon, amb una etapa intermediària, raó.

- Hi ha alguns casos d'evolucions cap a -U final dels grups finals -TY-, -C davant de E, I i -D, que s'ha considerat sempre un caràcter propi del català, encara que és normal a bona part de dialectes aragonesos (especialment orientals i centrals):
  - PERDICE(M) > perdiu
  - PRETIU(M) > preu
  - PEDE(M) > peu
  - PRODE > prou

- La terminació -MEN dels substantius neutres de la tercera declinació llatina, que en aragonès es manté, evoluciona a -me o -m com es fa al català:
  - FAMEN > fame
  - GRAMEN > grame
  - LEGUMEN > llegume
  - TERMEN > termi (a Renanué i Erisué).
  - LUMEN > llum
  - NOMEN > nom
  - Per això el sufix -men pren la forma -me: ixame (eixam), vacume, crabame...

- Hi ha metàtesis típiques de l'aragonès, sovint comunes amb el gascó, que no són pròpies del català:
  - LINGUA(M) > lluenga (llengua).
  - CAPRA(M) > craba.

### Grafia
La forma més utilitzada actualment per la major part d'escriptors i l'ensenyament en benasquès és una adaptació pròpia de l'ortografia d'a llengua aragonesa, que fa servir alfabet llatí.
No existeix una ortografia oficial, però la Propuesta Ortografica de l'Acadèmia de l'Aragonès s'ha mostrat com una eina plenament funcional per a aquest dialecte ribagorçà. L'accentuació segueix més u menys les mateixes normes, encara que l'accent pot tenir funció diacrític en casos que l'aragonès general no comparteix: mai ("mai" = "mare" en aragonès) mái ("nunca" = "mai" en aragonès), mon ("mon" = "mont" en aragonès) món ("mundo" = "mon" en aragonès).
La Sociedat de Lingüistica Aragonesa (SLA) defineix una codificació pròpia per al benasquès, ja que considera a aquest dialecte com una llengua diferent que necessita, per tant, una grafia diferent. Aquesta grafia és avui dia però minoritària.

### Morfologia
Hi ha casos que la -o final ([u]) es manté en singular (com en aragonès) però en plural hi ha zones on es manté i altres on no es manté (com en català): 
- arco/arcs, banco/bancs, farcello/farcells, palo/pals, pito/pits, cepo/ceps, esclopo/esclops, terrenyo/terrenys, uello/ulls

En aquests casos és dubtós interpretar si és una -o final antiga o reintroduïda per influència de l'aragonès.
Les parelles com forau/forats, prau/prats s'han de tenir en compte a l'hora d'interpretar l'evolució del participi al català (forat, prat) o al aragonès (forau, prau).
Es fa servir la preposició dan en lloc de "amb" (català) o "con" (aragonès) com en occità gascó.
Té les preposicions "ta" i "enta" com en aragonès general i en occità gascó.
Les dessinenciès de segona persona del plural es fan en -ts: podets, querits, fets (podeu, voleu, feu en català). A grafia de l'Academia de l'Aragonés recomana la seva escriptura amb -tz per uniformitat amb les formes de l'aragonès estàndard (podetz, queretz, fetz). En el cas de l'aragonès no s'haurà de pronunciar la -t, mentre que en benasquès si es farà.
Hi ha verbs irregulars amb diftongació al subjuntiu amb increments en -g: puesca, muelga, cuesca, muerga, querga.
Els participis en benasquès acaben en -au, -eu, -iu (cantau, perdeu, dormiu, com en aragonès general). Xavier Terrado Pablo considera que representen una evolució autòctona per vocalització dels -ad, -ed, -id de l'aragonès, cosa que és totalment falsa, o si més no poc creïble.
Hi ha participis irregulars com quiesto" (volgut) puesto (pogut) feto (fet) ubierto (obert) preso (pres) cueto (cuit), etc, que coincideixen amb els participis irregulars de molts dialectes de l'aragonès.
Existeix l'imperfet en -eba -iba com en català ribagorçà i en tot el domini lingüístic de l'aragonès: feba, dormiba, meteba, diba, queriba, nyapiba.
Els verbs freqüentatius fan infinitius acabats en -eiar (baveiar, coixeiar) com en català antic y com en l'aragonès actual, on molts verbs freqüentatius acaben en -iar u -eyar. Ballarín ho va documentar el 1978 (mira com baveia eixe llimaco (mira com baveja aquest llimac)).

### Lèxic
El benasquès comparteix gran part del seu vocabulari amb altres varietats de l'aragonès. En són exemples:
- macerar amaurar, fènyer (pastar el pa amb les mans)
- ragonar enraonar (també present al català ribagorçà)
- fuella fulla
- musclo muscle
- huembro espatlla
- pair pare (també com en gascó)
- mair mare (també com en gascó)
- hue avui
- agüerro tardor
- maitino matí
- vediello vedell
- craba cabra
- uello ull
- uella ovella
- can gos, ca
- ueit vuit (en aragonès medieval "ueito")
- gato gat
- vaca vaca
- muixón ocell, moixó (també present al català nord-occidental)
- forau forat
- denantes abans
- cllavillero turmell

També comparteix molt vocabulari amb el català:
- abans (en aragonès "antes, denantes, antis")
- beure (en aragonès "beber")
- bou (en aragonès "bue(i), bua")
- creure (en aragonès "creyer")
- cllot clot (en aragonès "foyo, clot, clota")
- demà (en aragonès "manyana, maitín, deman")
- deu deu (en aragonès "diez")
- ferri ferro (en aragonès "fierro")
- freixe (en aragonès "freixe(n), fraixín")
- fret/fredo fred (en aragonès "fredor")
- ou (en aragonès "uevo, uego")
- poll (en aragonès "pollo")
- polseguera polsegera (en aragonès "polvareda")
- set (en aragonès "siet(e)")
- us (en aragonès "tos, vos")
- viure (en aragonès "vivir")

Les formes dels dies de la setmana són més conservatives que en l'aragonès general, probablement per influència del català, sent molt semblants als dels dialectes ribagorçans i pallaresos: Lluns, Marts, Mierques, Chous, Viernes, Sapte i Dimenche/Dumenche/Demenche (mentre les formes del català ribagorçà i pallarès serien Lluns, Marts, Mecres, Jous, Vendres, Sabte i Dimenge).

### Possibles trets d'adscripció a l'aragonès
- Diftongació de E i O breus llatines: uello, fuella, nuevo, hue, ixartiello, ueit, fuent, puent, puerta.
- Formes diftongades als verbs: viengo, tiengo, ye, yes, yera, puesco.
- Conservació de la vocal O final en molts casos: fillo, vediello, banco, martiello, feto, dito.
- Tipus lèxics aragonesos: agüerro, pair, mair, uella, cllavillero.
- Possessius aragonesos: ixa ye la mia mair, el mio fillo, el uello del mio pair.
- Imperfet en -eba-iba: feba, dormiba, meteba, diba, queriba, nyapiba.

## Situació social
Malgrat la difícil situació de totes les parles pirinenques, el benasquès ha gaudit històricament de més fortalesa que altres parlars dels Pirineus. La seva realitat sociolingüística té tant a veure amb la parla de la Franja de Ponent pels trets lingüístics i les relacions socials, com amb les altres parles aragoneses més properes, el gistaví i l'aragonés ribagorçà, amb els quals comparteix la majoria del lèxic i els principlas trets morfositàctics. Per la seva indefensió legal, la llengua és en una situació de ràpida recessió. Tanmateix, el seu ús social ha augmentat els darrers anys gràcies al procés de recuperació que duen a terme associacions i persones de dins i fora de la vall. El benasquès es revaloritza molt des dels anys 80. Nombroses iniciatives han aparegut aquests darrers anys, com demandes del seu ensenyament a les escoles de la vall, o també el lliurament de premis que han estimulat la creació de textos literaris en aquest dialecte.
El benasquès s'ensenya a les escoles en el marc del programa d'ensenyament de l'aragonès del Govern d'Aragó, sent un dels cinc llocs on s'imparteix des de l'any 2003, a través d'una professora nativa de la Vall, que ensenya la varietat local. S'imparteix en els centres d'educació infantil i primària amb un increment progressiu del nombre d'alumnes.
Cal destacar la tasca de Carmen Castán, escriptora i defensora del benasquès, natural de Gabás. A la pel·lícula Palmeras en la nieve, ambientada en part a la vall de l'Éssera, apareixen diàlegs en benasquès.